# Gala León García
Gala León García (* 23. Dezember 1973 in Madrid) ist eine ehemalige spanische Tennisspielerin.

## Karriere
García begann im Alter von elf Jahren mit dem Tennissport und bevorzugte dabei den Sandplatz. In ihrer Karriere gewann sie einen Einzeltitel auf der WTA Tour, außerdem sechs Einzel- und vier Doppeltitel auf dem ITF Women’s Circuit. Ihr bestes Abschneiden bei einem Grand-Slam-Turnier gelang ihr bei den French Open, als sie dort 1996 und 1999 jeweils das Achtelfinale im Einzel erreichte.
Zwischen 1996 und 2001 spielte sie sechs Partien für die spanische Fed-Cup-Mannschaft. Im Jahr 2004 beendete sie ihre Tenniskarriere.
Zur Saison 2015 wurde Gala León García als erste Frau zum Teamkapitän der spanischen Davis-Cup-Mannschaft berufen. Ihre Verpflichtung löste eine solche Kontroverse unter den spanischen Spielern aus, dass sie noch vor ihrem ersten Einsatz wieder entlassen wurde.

## Turniersieg

### Einzel
| Nr. | Datum        | Turnier | Kategorie    | Belag | Finalgegnerin   | Ergebnis      |
| --- | ------------ | ------- | ------------ | ----- | --------------- | ------------- |
| 1.  | 27. Mai 2000 | Madrid  | WTA Tier III | Sand  | Fabiola Zuluaga | 4:6, 6:2, 6:2 |